# Reformas borbónicas en Nueva España

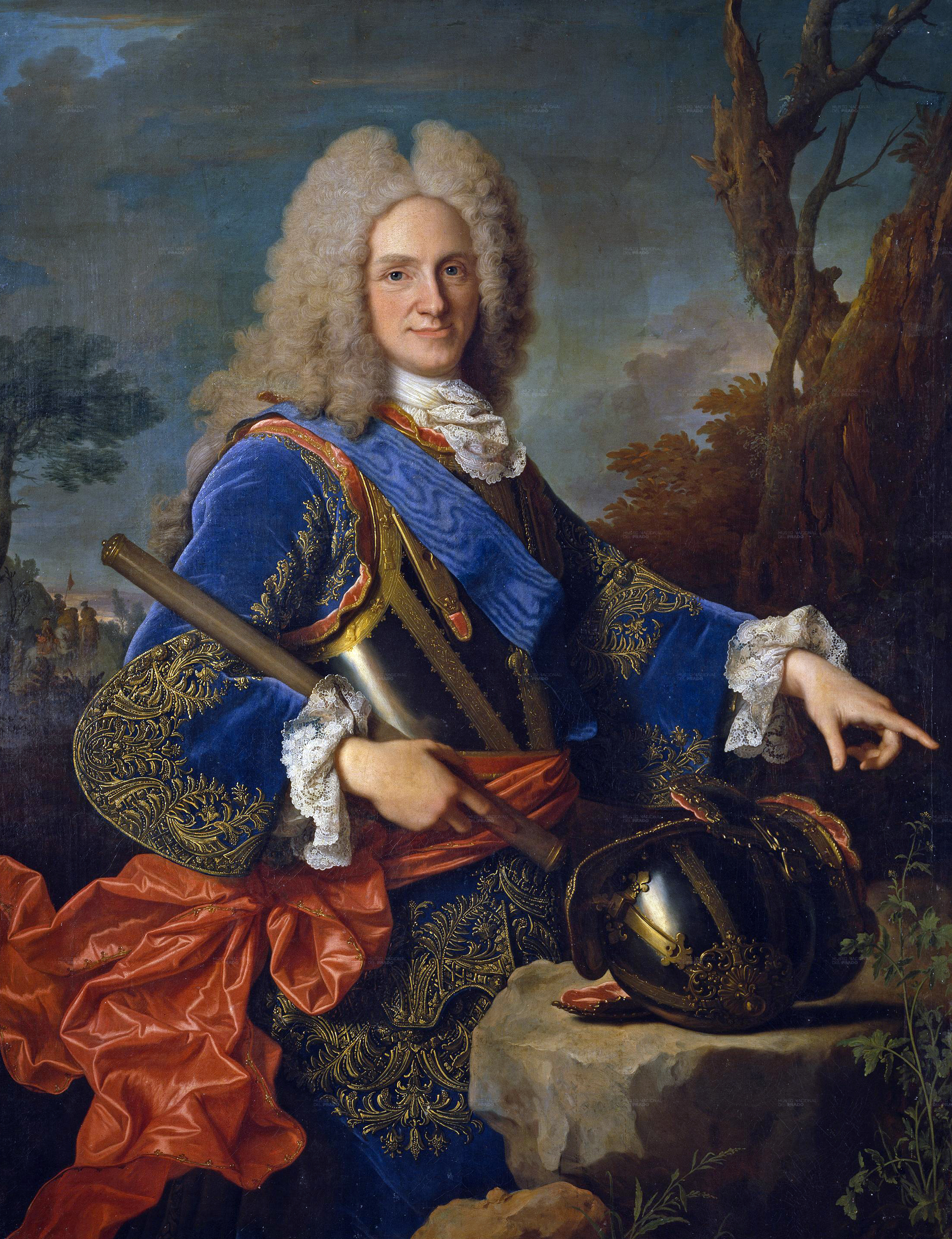
Felipe V de España, promotor de las reformas borbónicas.

Las reformas borbónicas son una serie de cambios administrativos aplicados por los miembros de la corona española borbónica a partir del siglo XVIII en el Virreinato de Nueva España y del Virreinato del Perú. Las reformas buscaban reacomodar tanto la situación interna de la Península como sus relaciones con las provincias ultramarinas, ambos propósitos respondían a una nueva concepción del Estado, considerando como principal tarea volver a abogarse todos los atributos del siglo XVIII, poder que había delegado en grupos, corporaciones y asumir directamente la dirección del poder español que mostraba signos de decadencia. Las constantes guerras con Inglaterra, la corrupción y la evasión de impuestos habían contribuido al deterioro de las finanzas, mientras que las pestes y las epidemias habían producido una crisis demográfica. Ante esta situación, los monarcas fortalecieron la economía española mediante el máximo aprovechamiento de los recursos provenientes del asiento de negros y unificaron su administración a través de la designación de ministros más eficientes.
El virreinato de la Nueva España (hoy México) y el de Perú conformaban los territorios más prósperos y ricos que España disponía. México producía en Zacatecas y Guanajuato el 90 % de toda la plata de América. Alrededor de 1810, contaba con una población de unos seis millones de habitantes, repartidos en un 18 % de blancos (setenta criollos por cada peninsular), un 60 % de aborígenes (la mayoría del país) y un 22 % de castas (pardos y mestizos). La riqueza se encontraba mal distribuida; como observó Alexander von Humboldt, México es el país de la desigualdad. España, envuelta en guerras, unas veces con Inglaterra por compromisos diplomáticos y otras con Francia, no exigió mayores y más directas exacciones fiscales a las provincias ultramarinas, al tiempo que debilitaba su control militar y administrativo sobre ellas. Al acudir al dinero mexicano, son intereses de la Iglesia, principal capitalista del país.

## Las metas de las reformas bórbónicas
- Tratar de lograr una total centralización y evitar castigos
- Fortalecer el área militar con la finalidad de lograr mayor protección contra los ataques enemigos.
- Poner fin al exceso de actos de corrupción en los gobiernos durante la colonia.
- Restricciones al poder excesivo ejercido por el clero y la aristocracia criolla.
- Transformar al gobierno, sustituyendo a los funcionarios corruptos.
- Restringir el dominio eclesiástico eliminándoles privilegios u otros.

## Consecuencias
1. Mayor centralización y control por parte del Imperio español hacia los Virreinatos Americanos.
2. Inmensa disminución en los ingresos de los Virreinatos españoles, lo cual las llevó a un gran empobrecimiento.
3. Marcada mengua en el crecimiento industrial de los Virreinatos.
4. Fuertes protestas por descontento de los Virreinatos por las reformas económicas implementadas por el imperio francés.
5. Aumento de las contribuciones que los Virreinatos aportaban al Imperio Español

## Sublevación de Miguel Hidalgo
En el Bajío, región próspera y fértil de Guanajuato y Michoacán, la ebullición social empeoró y encontró a su líder en el sacerdote Miguel Hidalgo y Costilla. La conspiración de Querétaro lo atrajo a su causa y aprovechó su enorme ascendiente sobre los indios. Hidalgo apeló al apoyo popular y el 16 de septiembre de 1810, en la misa, profirió el famoso Grito de Dolores. El movimiento se propagó por todo el Bajío y llegó a contar con un ejército de cincuenta mil hombres, en su mayoría indios y mestizos mal armados e indisciplinados. El cura Hidalgo, con la imagen de la virgen de Guadalupe como estandarte, asaltó y tomó la ciudad de Guanajuato, donde decidió aprisionar a los españoles, confiscar sus bienes y abolir el tributo indígena.
Los criollos y peninsulares adinerados se enfrentaron a Hidalgo en la Alhóndiga de Granaditas (Guanajuato), donde habían concentrado sus fuerzas. La victoria supuso una matanza de blancos, ya que latía en la guerra el odio racial.
Hostigado por militares españoles y criollos, Hidalgo es derrotado el 17 de enero de 1811 en el Puente de Calderón, huye con su lugarteniente Allende hacia el norte, pero cae en una emboscada en Chihuahua, y es más tarde ajusticiado.
José María Morelos, se une a Hidalgo y levanta un ejército popular, pero disciplinado, móvil y aguerrido. En 1812 cae Oaxaca en sus manos, lo que provoca la alarma de los realistas. Morelos, el más intuitivo de los nacionalistas de su país, promulgó un decreto constitucional por el que todos se convertían en americanos y se abolían las castas, el tributo indio y la esclavitud. Partidario de un socialismo utópico y agrario, fue juzgado por herejía y ajusticiado en 1815.
Dos compañeros de Morelos continuaron la lucha después de su muerte: Vicente Guerrero y Guadalupe Victoria. La represión fue llevada a cabo por el ejército colonial criollo y la Iglesia oficial, que constituían, entre 1815 y 1821, las fuerzas más conservadoras del país. Sólo una política muy hábil hubiera podido retener a los criollos para la Corona y España, pero los liberales peninsulares precipitaron la caída del colonialismo americano.

## Constitución de Cádiz de 1812
Los criollos promovieron un movimiento para defender su herencia colonial y encontraron un líder el cual era Agustín de Iturbide, hijo de un comerciante vasco de Valladolid de Michoacán (Morelia), que había servido como voluntario en el ejército realista contra los insurgentes, a los que combatió de 1810 a 1816. Entró a formar parte de la conspiración de la Profesa, cuya finalidad consistía en impedir el restablecimiento de la Constitución española de Cádiz. En 1820 aceptó el mando como comandante en jefe para luchar contra Guerrero, al que procuró atraerse a su causa. Para ello pactó con él 25 de febrero de 1821 dio a conocer el Plan de Iguala o de las Tres Garantías, documento independentista conservador que recibió el apoyo de la Iglesia, el ejército y la oligarquía. El Plan propugnaba la implantación de una monarquía constitucional, el mantenimiento de la religión católica y el igualitarismo racial.

## Reformas políticas
La corona mandó al mariscal [Juan de Villalba], acompañado de tropas peninsulares, con la misión de institucionalizar un ejército, que asombrosamente hasta entonces no había existido, y el reclutamiento se hizo mediante la leva forzada. Cabe mencionar, que los dos enviados, Gálvez y Villalba, tuvieron conflictos con el virrey, el marqués de Cruillas. Se nombró a un nuevo virrey, Carlos Francisco de Croix que apoyó a Villalba en sus tareas militares.
Al principio el ejército fue una institución desprestigiada que con el tiempo fue ganando aceptación, gracias a que se fueron otorgando una serie de privilegios. Los fueros concedían la exención de impuestos a los militares. En caso de que tuvieran un problema jurídico podían trasladar su caso de una corte civil a una corte militar, donde lo ayudarían a resolver su problema.
Las posesiones americanas de la Corona eran vulnerables a los ataques externos. En realidad, este problema se solucionó hasta cierto grado ya que no se creó una armada para la defensa de los puertos americanos, teniendo como dos únicas defensas la Armada peninsular, que era llamada cada vez que se presentaban conflictos de alto grado y, por otra parte, la nueva institución militar que tenía guarniciones cercanas a las costas. Desde el momento en que España colonizó América hubo un interés de otras potencias por obtener posesiones. Los ingleses, con sus colonias al norte al igual que Holanda, y los portugueses al sur con Brasil.
El mar Caribe se convirtió en un área de disputa, las potencias querían hacerse por lo menos de una isla para tener presencia. De esta manera Inglaterra, Francia, Holanda, Dinamarca y Suecia se beneficiaron de la piratería y del contrabando del comercio.
La defensa española no fue efectiva, pues las milicias que salvaguardaban las costas solo podían brindar protección en los puertos. Una vez que las embarcaciones zarpaban estaban expuestas a recibir un ataque de corsarios o de piratas, por lo que era necesaria la creación de una armada americana que nunca se realizó.
Para asegurar la defensa del territorio colonial, la reforma administrativa de Gálvez se complementó con cambios en la esfera militar. Así, se emprendió la construcción y la reparación de fortificaciones, y se puso en marcha la formación de un ejército compuesto por dos elementos de importancia desigual: el ejército regular y las milicias. El primero estaba formado por soldados permanentes y tropas de apoyo que procedían de España. Las milicias estaban integradas por los vecinos obligados a recibir instrucción militar para la defensa de su territorio, que a diferencia de quienes integraban el ejército regular, nunca recibían paga por ello. El mismo esfuerzo renovadores de su casa que se dio en la Marina.

## Reforma del clero y expulsión de los jesuitas

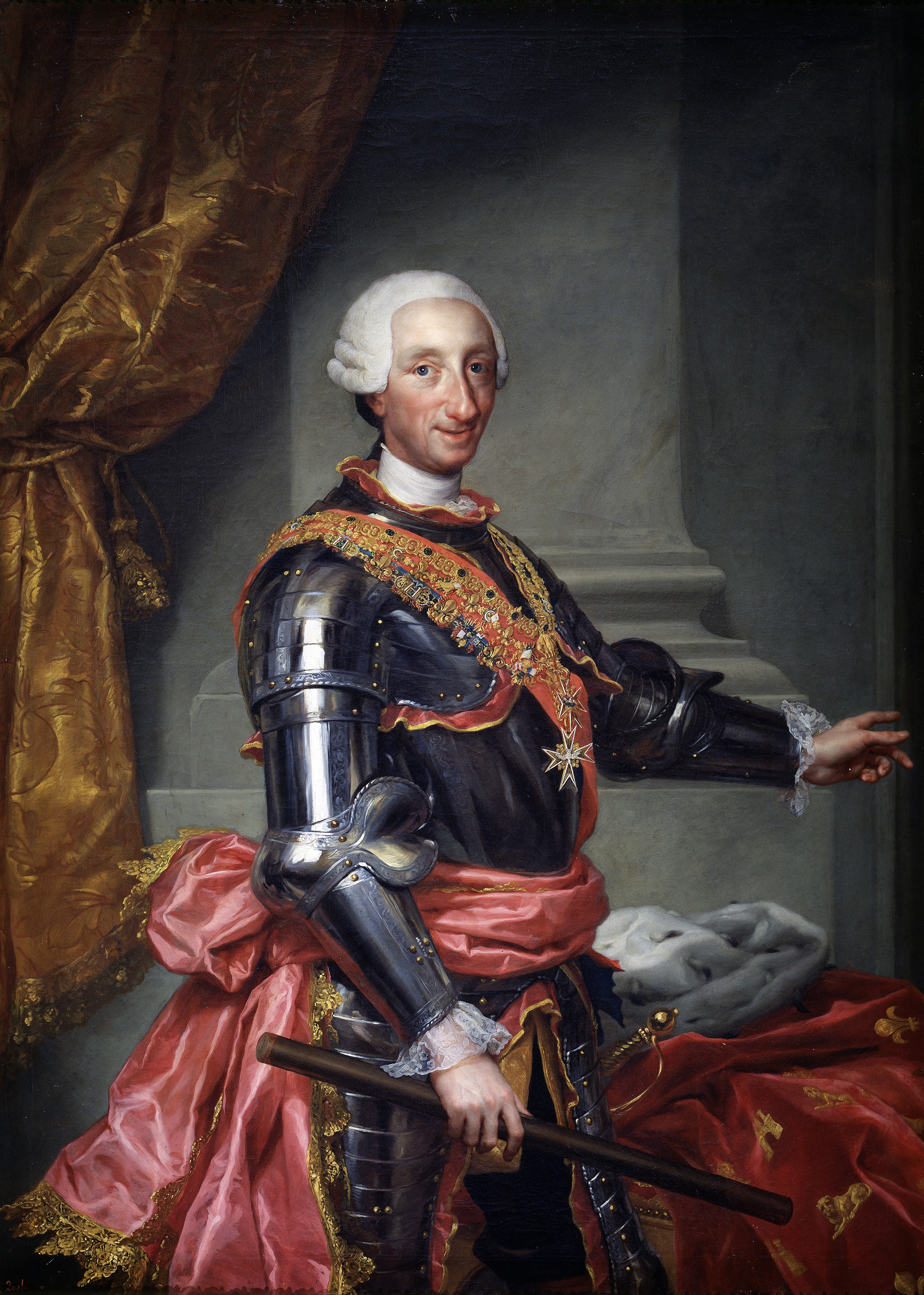
Carlos III de España.

Una de las principales instituciones afectadas por el despotismo ilustrado español fue la Iglesia católica, ya que la Corona pretendió afirmar el poder secular sobre el religioso. Esto incluía la restricción de los privilegios y exoneraciones fiscales que gozaban las órdenes religiosas.
Desde los años treinta del siglo XVIII comenzaron a expandirse los ideales de la ilustración. Hubo una difusión del racionalismo y la nueva filosofía de la naturaleza en América, sobre todo gracias a los jesuitas. La tarea de la educación en la Nueva España la llevaban a cabo los jesuitas, enseñaban a indígenas, criollos y peninsulares. Con la llegada de la ilustración hubo una serie de reformas en todos los niveles. Hubo cambios desde la educación primaria hasta la modificación de los planes de estudio en las universidades. Todo esto dio como resultado el surgimiento de una ilustración criolla, «… se concluye que este proceso fortaleció el antagonismo entre europeos y criollos y facilitó a éstos los instrumentos intelectuales para fundamentar su identidad frente a aquéllos sobre bases histórico-culturales, y que de esta manera lograron articular sus reivindicaciones políticas».[cita requerida]
Los jesuitas constituían una amenaza para la Corona española. Tenían una economía sólida y un gran valor en la sociedad, para el rey esto significaba tener un estado dentro de su propio estado. Así los jesuitas fueron los que más se opusieron al producto centralizador de los borbones, por lo que fueron expulsados de España y sus posesiones ultramarinas en 1767. En este año, Carlos III decretó la expulsión de la Compañía de Jesús por medio de la Sanción Pragmática del 2 de abril de 1767. Se introdujeron párrocos seculares, misioneros franciscanos, así como un nuevo obispo. Esto trajo como consecuencia un problema con los indígenas; cuando comenzaron a considerarlos como individuos (ya que eran considerados y tratados de facto como esclavos por medio de innumerables mecanismos jurídicos, como las encomiendas y las "naborías"), éstos aún no estaban preparados, ya que solo contaban con los jesuitas que trataban de reducir los excesos, el maltrato y los reiterados intentos de esclavizarlos por parte de los peninsulares. Con la expulsión de los jesuitas quedaron desamparados.

## Efectos socioeconómicos de las reformas borbónicas
Como es de suponerse, las reformas económicas trajeron consigo múltiples efectos y consecuencias, tanto positivas como negativas. El gobierno español tomó diversas medidas para explotar al máximo los recursos de la colonia, con el propósito de generar mucha más materia prima para la metrópolis. Con las reformas borbónicas se tocaron todas las áreas principales en la Nueva España. También estaban la pesca y el comercio en negro (pequeño). Obviamente hubo beneficios, se permitió ampliar los negocios entre ciertos territorios (Trinidad, Margarita, Cuba, Puerto Rico).
Las reformas borbónicas afectaron al Consulado de Comerciantes de la Ciudad de México; esta corporación, que había acaparado el comercio exterior e interior del virreinato por medio del sistema de flotas y del control de los puertos, perdió su enorme monopolio con la expedición de las leyes sobre la libertad de comercio. Al mismo tiempo, la supresión de los alcaldes mayores, agentes comerciales del Consulado en los municipios del país y en las zonas indígenas, acabó con la red de comercialización interna y rompió el lazo político que permitía a los comerciantes de la capital controlar los productos indígenas de mayor demanda en el mercado exterior e interior.
Al parecer los reformadores borbónicos, encabezados por Gálvez, no tenían una visión completa del funcionamiento del sistema económico en la Nueva España. Aunque es cierto que muchos alcaldes mayores eran corruptos y abusaban de su autoridad, el repartimiento del comercio era mucho más que un mero mecanismo de explotación; constituía el más importante sistema de crédito para las comunidades indígenas y los pequeños agricultores. Los alcaldes mayores se beneficiaban porque proporcionaban a crédito servicios necesarios: distribuían semillas, herramientas y otros bienes agrícolas básicos; facilitaban la compra o la venta de ganado, y con frecuencia vendían los productos de algunos grupos que quizá no hubieran encontrado otra forma de colocar su producción. Todo esto fue interrumpido con el decreto que suprimía las funciones de los alcaldes mayores. También crearon escuelas e instituciones para ayudar y enseñar a los caciques y criollos.
Por otro lado, la creación de nuevos consulados provocó rivalidades entre los comerciantes de la Ciudad de México y los nuevos grupos de comerciantes que surgieron a raíz de las reformas.

### La "libertad de cosas"
El comercio con América fue una de las áreas a la que los borbones le dedicaron mayor atención, ya que la consideraban como el principal motor de la recuperación de la economía española. Una de las primeras medidas fue el traslado de la Casa de Contratación de Sevilla a Cádiz (1717), lo cual legalizaba una situación de hecho, puesto que desde fines del siglo anterior la bahía gaditana fue ocupando un lugar cada vez más preponderante en el comercio con América. La Casa de Contratación debía fomentar y regular la navegación entre España y América.
Uno de los puntos más importantes del reformismo borbónico era acabar con el monopolio comercial puesto que los comerciantes tenían una gran ganancia sin tener pérdidas y esto afectaba a la corona porque no tenía ganancias. La casa de moneda pasó a manos de la corona, de esa manera los comerciantes se opusieron a las reformas.
Los superintendentes estaban aliados con los comerciantes por lo que era difícil romper con el monopolio comercial. Fue con la llegada de José de Gálvez y la apertura del comercio que se logró romper con esta red de comerciantes y superintendentes. En 1770 el libre tráfico comercial fue autorizado para las Antillas, se permitió comerciar con Perú y Nueva Granada. Hubo una serie de puertos donde se estuvo comerciando libremente y por otro lado se crearon los consulados de Veracruz y Puebla. Todo ese movimiento dio como resultado la ruina de los comerciantes y llegó a su último e irrevocable término cuando «el 28 de febrero de 1789 Carlos IV declaró que el reglamento del comercio libre se extendía al virreinato de Nueva España».

### La minería
La minería, al igual que la tierra, era la espina dorsal de la economía de la Nueva España por lo que las reformas se adaptaron a esta situación. Juan Lucas de Lassaga junto a Joaquín Velázquez Cárdenas y León propuso unas reformas encaminadas a financiar las actividades mineras, reducir las cargas fiscales, solucionar los conflictos entre mineros (originados por la posesión de una mina o el desagüe de un conjunto de minas en la mayoría de los casos), precisar o reformar el contenido de las ordenanzas mineras vigentes y dotar al gremio de los mineros de un organismo directivo.
En otras palabras, proponían la minería como actividad productiva de la cual se autorizarán varios puntos como: una organización gremial, publicar nuevas ordenanzas, crear un banco de avío, crear una escuela de minería con técnicos de nivel 40.
De esta manera se constituyó el cuerpo de minería. Velázquez Cárdenas y León quedó como presidente y Juan Lucas de La Saga, como secretario de minería. Se crearon las nuevas ordenanzas y se llevaron a cabo los puntos que se habían propuesto anteriormente. Hubo cambios en la minería, en 1784 se creó un banco de avío, en 1792 se creó el seminario de minería.

### La Real Cédula de 1804
La medida que mayores desajustes provocó en la Nueva España fue la real cédula de 1804 sobre la enajenación de bienes raíces de las corporaciones eclesiásticas, que desató reacciones violentas en contra del gobierno español. Esto se debió a que, con excepción de los comerciantes más ricos, aquella disposición afectó a los principales sectores productivos del virreinato (agricultura, minería, manufacturas y pequeño comercio), y en particular a los agricultores, pues la mayoría de los ranchos y haciendas estaban gravados con hipotecas y censos eclesiásticos, que los propietarios se vieron obligados a cubrir en un plazo corto, a fin de que ese capital fuera enviado a España. De esta manera, no solo la Iglesia se vio afectada por la real cédula, sino también casi toda la clase propietaria y empresarial de la Nueva España, así como los trabajadores vinculados con sus actividades productivas. Por ello, se levantó un reclamo y por primera vez en la historia del virreinato todos los sectores afectados expusieron al monarca por escrito sus críticas contra el decreto en cuestión. A pesar de todo, la cédula se aplicó desde septiembre de 1805 hasta enero de 1809, produciendo un ingreso de alrededor de 12 millones de pesos para la Corona, que supusieron el 70 % de lo recaudado en todo el territorio hispanoamericano.